# Zellspannung
Die Zellspannung ist die elektrische Spannung einer einzelnen elektrochemischen Zelle, d. h. eines galvanischen Elements (einschließlich der umgangssprachlich als Batterien bezeichneten Primärzellen, der Akkumulatoren und Brennstoffzellen) oder einer Elektrolysezelle.

## Ruhespannung
Fließt kein elektrischer Strom durch die Zelle, so nennt man die Spannung an der Zelle die Ruhespannung {\displaystyle U_{ruhe}} (Klemmenspannung im stromlosen Zustand), auch Leerlaufspannung genannt; bei einer Batterie beispielsweise tritt die Ruhespannung auf, solange keine elektrische Energie entnommen wird.
Die Ruhespannung ist gleich der Differenz der Elektrodenpotentiale {\displaystyle E} in Ruhe (vgl. Standardpotential, Elektrochemische Spannungsreihe):
{\displaystyle U=\Delta E=|E_{\text{Anode}}-E_{\text{Kathode}}|}
für Anode und Kathode.

### Reversible Zellspannung
Befindet sich die Zelle im Gleichgewicht, so ist die Ruhespannung gleich der reversiblen Zellspannung {\displaystyle \Delta E}. Ein historisch bedeutsamer, aber veralteter Begriff ist elektromotorische Kraft EMK.
Für die reversible Zellspannung gilt:
{\displaystyle {\begin{alignedat}{2}\Delta E&={\frac {\mathrm {\Delta } _{\text{r}}g}{-z\cdot F}}\\\Leftrightarrow \mathrm {\Delta } _{\text{r}}g&=-z\cdot F\cdot \Delta E\end{alignedat}}}
mit
- der molaren Gibbs-Energie {\displaystyle \Delta _{\text{r}}g} (auch molare freie Enthalpie genannt) der Zellreaktion (in J/mol)
- der Äquivalentzahl {\displaystyle z} der bei der Reaktion übertragenen Elektronen
- der Faradaykonstante {\displaystyle F} ≈ 96.485,3 As/mol.

#### Thermodynamische Grundlagen
Nach dem Energieerhaltungssatz (1. Hauptsatz der Thermodynamik) kann keine Energie verschwinden oder neu entstehen. Bei chemischen und elektrochemischen Reaktionen treten aber immer auch Entropieänderungen auf, insbesondere auch durch einen Wärmetransport über die Systemgrenzen.
Bei einer konstanten Temperatur {\displaystyle T} der Zelle gilt nach dem zweiten Hauptsatz der Thermodynamik bzw. nach der Definition der Entropie:
{\displaystyle \Delta _{\text{r}}s={\frac {q_{\text{rev}}}{T}}}
mit
- der Änderung {\displaystyle \Delta _{\text{r}}s} der molaren Entropie der Reaktion
- der reversiblen molaren Wärme {\displaystyle q_{\text{rev}}} der Reaktion.

Nach dem ersten Hauptsatz der Thermodynamik bzw. nach der Definition der molaren Reaktionsenthalpie {\displaystyle \Delta _{\text{r}}h} gilt:
{\displaystyle q_{\text{rev}}+w_{\text{rev}}=\Delta _{\text{r}}h}
mit der reversiblen molaren Arbeit {\displaystyle w_{\text{rev}}}, z. B. elektrische Arbeit;
{\displaystyle w_{\text{rev}}} beinhaltet keine Arbeit gegen den äußeren Druck bei Volumenänderungen.
Durch Kombination der beiden obigen Gleichungen folgt für die reversible molare Arbeit:
{\displaystyle {\begin{aligned}\Rightarrow w_{\text{rev}}&=\Delta _{\text{r}}h-q_{\text{rev}}\\&=\Delta _{\text{r}}h-T\cdot \Delta _{\text{r}}s\end{aligned}}}.
Die reversible Arbeit hängt also neben der eigentlichen Reaktionsenthalpie auch direkt von der Temperatur und der Änderung der Reaktionsentropie ab.
Mit der Definition {\displaystyle \Delta _{\text{r}}g=\Delta _{\text{r}}h-T\cdot \Delta _{\text{r}}s} der molaren Gibbs-Energie erhält man:
{\displaystyle \Rightarrow w_{\text{rev}}=\Delta _{\text{r}}g}.
Berücksichtigt man die Ladung {\displaystyle q} pro Formelumsatz:
{\displaystyle q=-z\cdot F},
so erhält man die elektrische Arbeit pro Formelumsatz mit der Gleichung:
{\displaystyle {\begin{aligned}\Rightarrow w_{\text{rev}}&=q\cdot \Delta E\\&=-z\cdot F\cdot \Delta E\end{aligned}}}.
Aus den letzten drei Gleichungen erhält man die oben angegebene Gleichung {\displaystyle \Delta _{\text{r}}g=-z\cdot F\cdot \Delta E}.

### Beispiele
Bei einer Temperatur von 25 °C beträgt die reversible Zellspannung sowohl der Wasserelektrolyse als auch der Wasserstoff-Sauerstoff-Brennstoffzelle 1,23 V.
Die reversible Zellspannung eines geladenen Bleiakkumulators beträgt etwa 2,0 V; eine Starterbatterie aus sechs Zellen hat daher eine Spannung von etwa 12 V.
Die Zellspannung eines Lithium-Eisenphosphat-Akkumulators liegt bei 3,3 V, die anderer Lithium-Ionen-Akkumulatoren sind zumeist noch höher. Da diese Werte weit oberhalb der Zersetzungsspannung von Wasser liegen (1,23 V wie oben angegeben), müssen solche Akkumulatoren nichtwässrige Elektrolyte nutzen.

## Betriebsspannung
Die Betriebsspannung {\displaystyle U_{betr}} einer galvanischen Zelle (Lastspannung der Batteriezelle) tritt auf, wenn Strom durch die Zelle fließt. Die Betriebsspannung ist immer kleiner als die Ruhespannung der Zelle, da beim Betrieb der innere Widerstand der Zelle zu einem Spannungsverlust führt:
{\displaystyle {\begin{alignedat}{2}&U_{betr}&&=U_{ruhe}-U_{iW}\\\Rightarrow &U_{betr_{\mathrm {batt} }}&&<U_{ruhe}\end{alignedat}}}
Die Betriebsspannung einer Elektrolysezelle ist jedoch immer größer als ihre Ruhespannung, nicht nur wegen des inneren Widerstandes der Zelle, sondern auch aufgrund von Überspannungen:
{\displaystyle {\begin{alignedat}{2}&U_{betr}&&=U_{ruhe}+U_{iW}+U_{\mathrm {ueb} }\\\Rightarrow &U_{betr_{\mathrm {lyse} }}&&>U_{ruhe}\end{alignedat}}}
{\displaystyle \Rightarrow U_{betr_{lyse}}>U_{betr_{batt}}}
Da die zugeführte / entnommenen Energie {\displaystyle En} bzw. Arbeit eines Akkus bzw. einer reversiblen Brennstoffzelle proportional zur Spannung der Zelle im jeweiligen Betriebszustand ist (Laden / Entladen):
{\displaystyle En=U\cdot Q} mit der ausgetauschten Ladung {\displaystyle Q=konst.},
ist in Übereinstimmung mit dem Ersten Hauptsatz der Thermodynamik die Energie, die man beim Laden eines Akkumulators oder einer reversiblen Brennstoffzelle benötigt (Elektrolyse-Modus), immer größer als die, die man beim Entladen wieder entnehmen kann (Last- bzw. Batterie-Modus):
{\displaystyle \Rightarrow En_{lad}>En_{entlad}}.
Die Spannung einer Batterie aus mehreren Zellen, welche alle in Reihe geschaltet sind, ergibt sich aus der Summe der Zellspannungen der einzelnen Elemente.